# Catopyrops ancyra
Catopyrops ancyra är en fjärilsart som beskrevs av Felder 1860. Catopyrops ancyra ingår i släktet Catopyrops och familjen juvelvingar. Inga underarter finns listade i Catalogue of Life.

## Bildgalleri

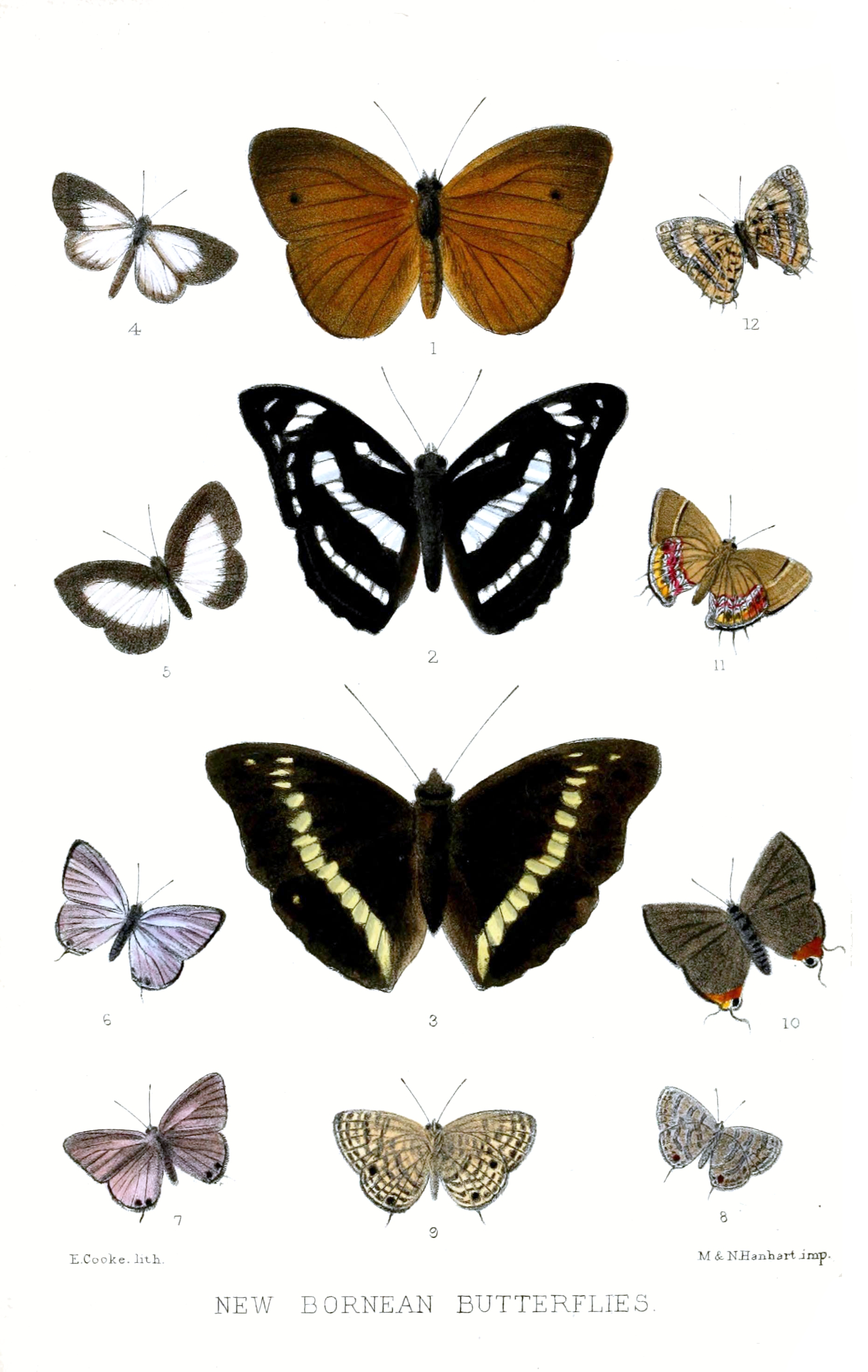
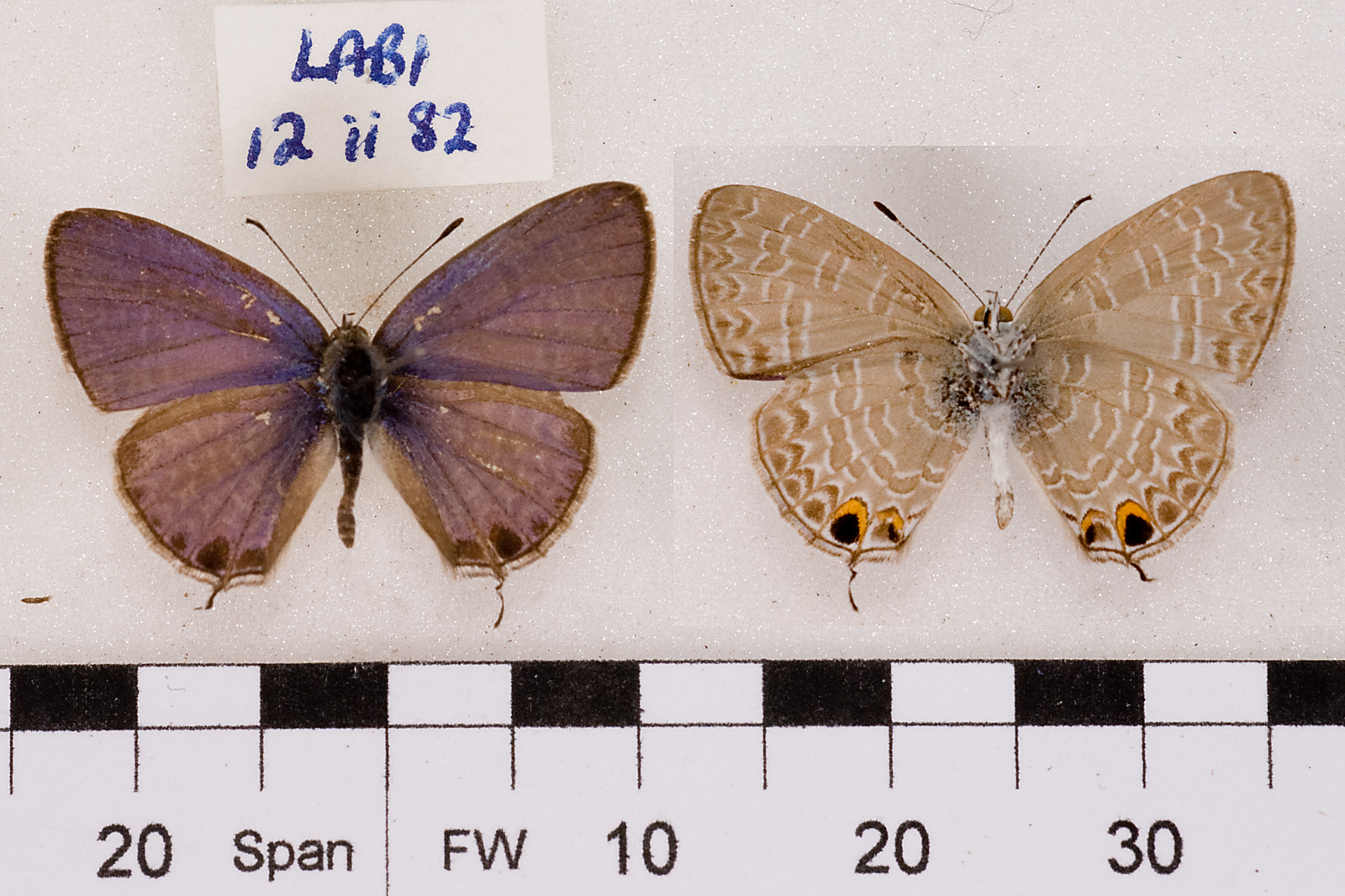
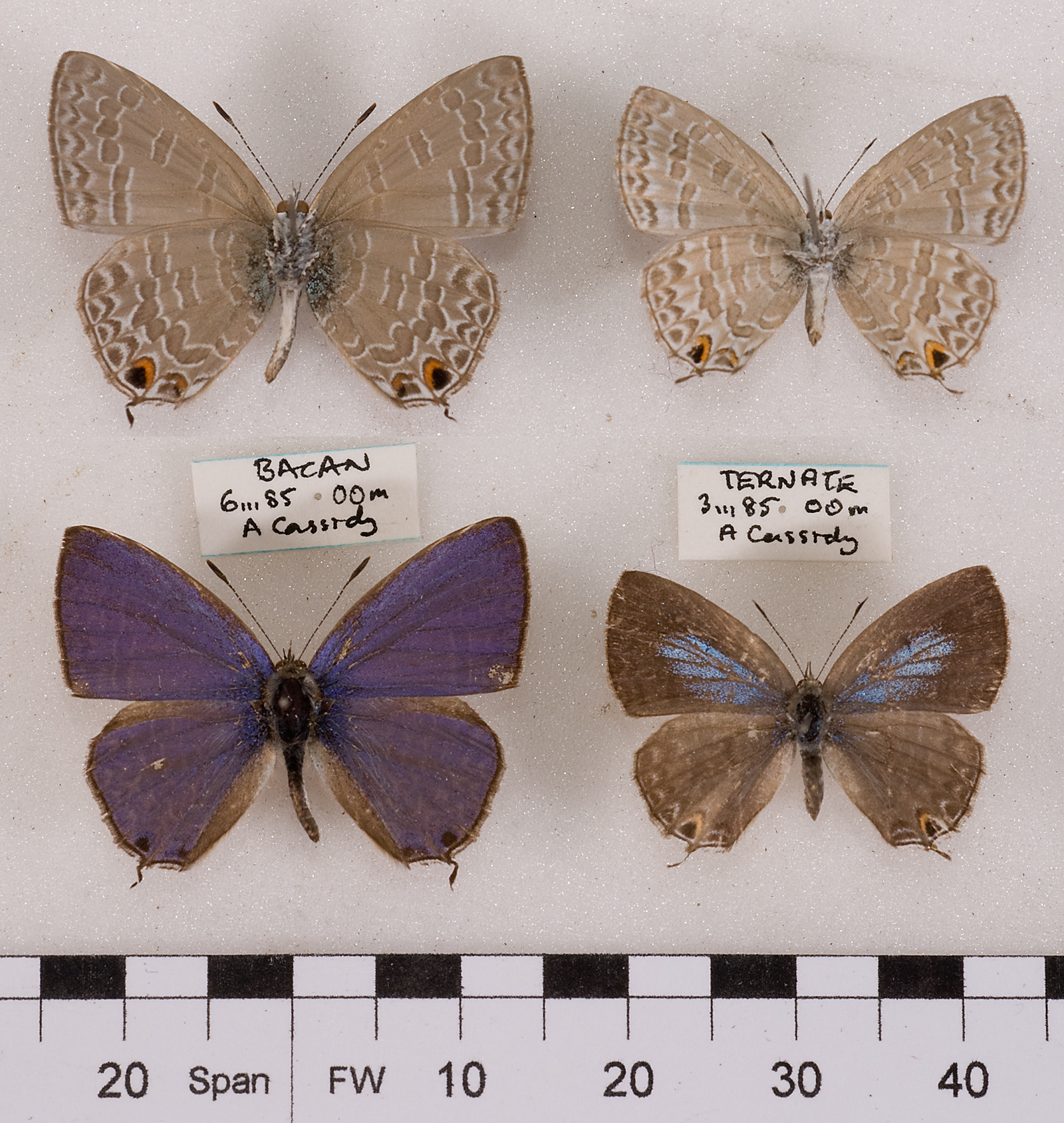
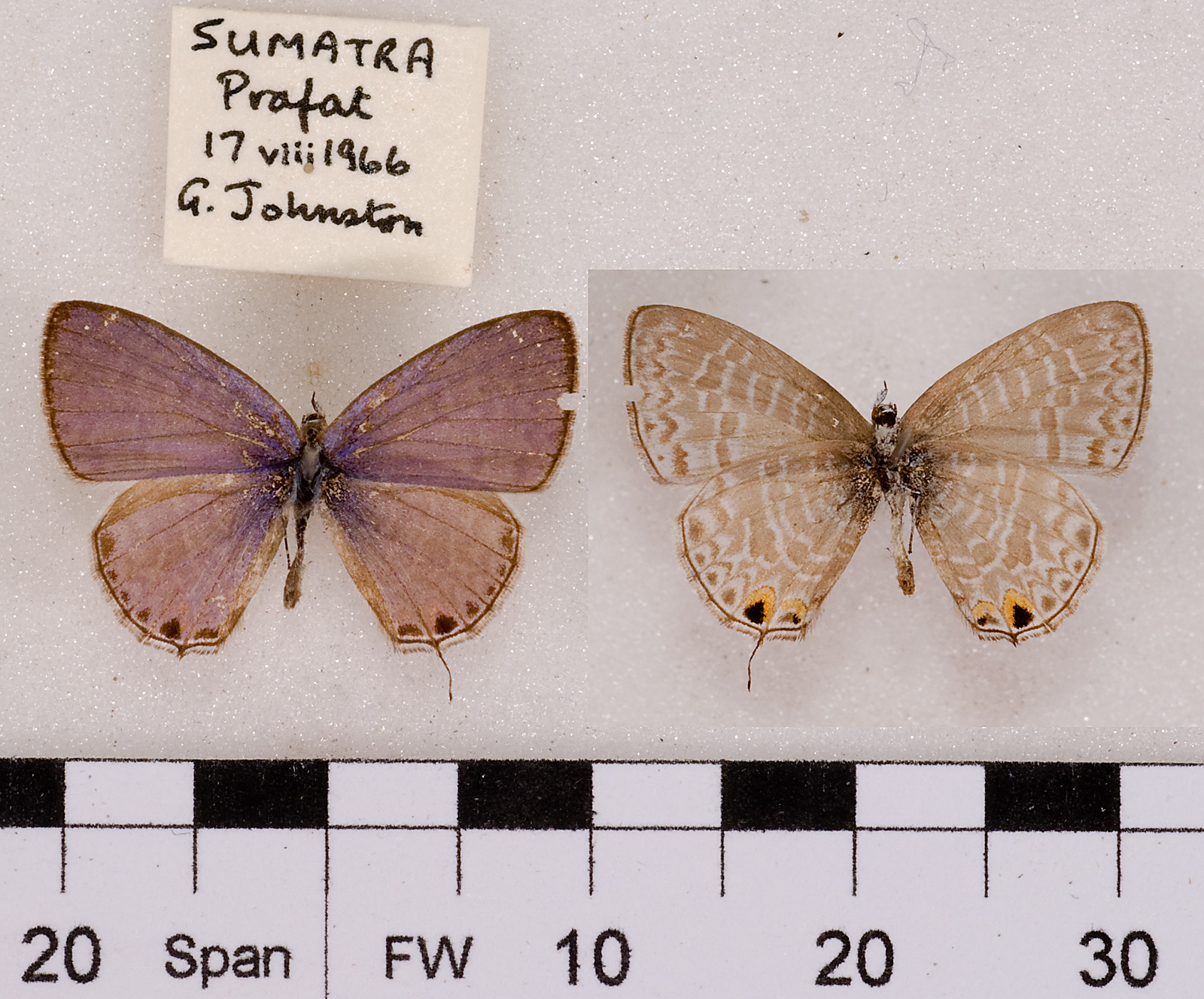
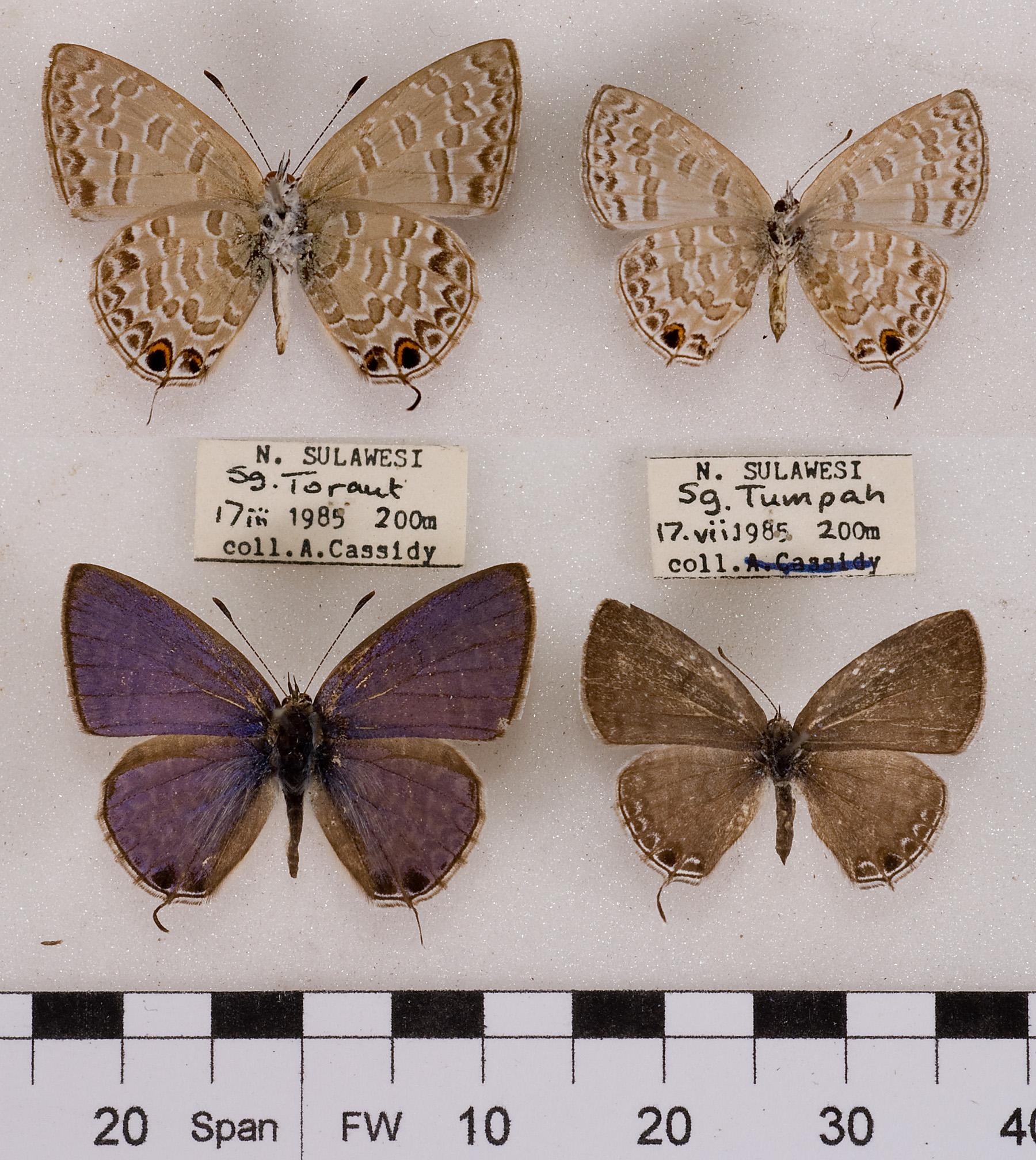
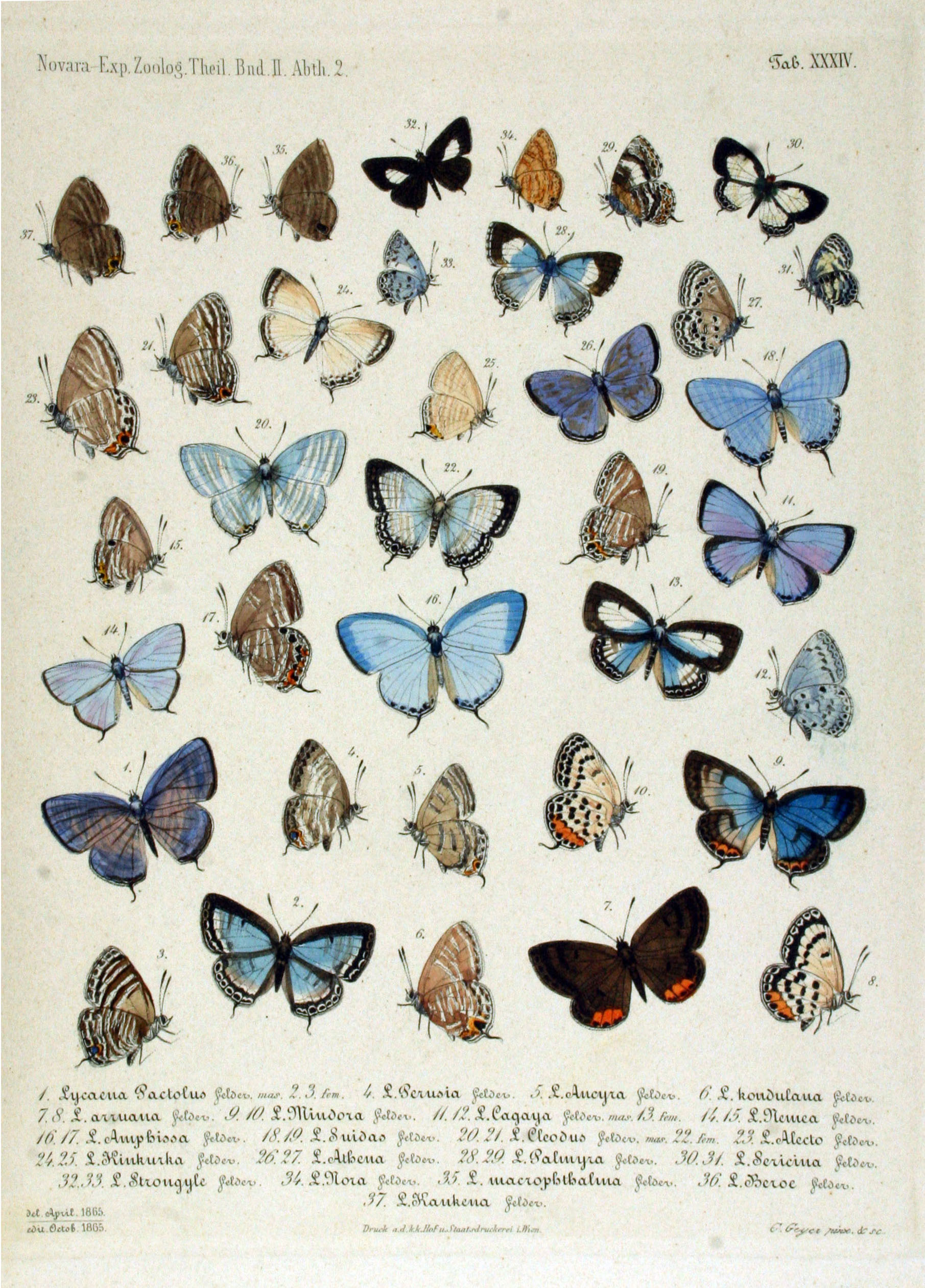